# El cuaderno de barro
El cuaderno de barro es una película documental española dirigida por Isaki Lacuesta en el año 2011. La película, protagonizada por el artista español Miquel Barceló, le valió a Lacuesta para alzarse con el premio Nacional de Cine de Cataluña 2012. Rodada junto a Los pasos dobles, quinto largometraje de Lacuesta, El cuaderno de barro se desgajó de un proyecto único. Los pasos dobles, también en tono documental, aborda el viaje experimental a un desierto de África con el pintor Miquel Barceló con la idea de encontrar un "tesoro" escondido, según la biografía del artista francés François Augiéras.

## Argumento
Hace más de veinte años que el pintor español Miquel Barceló vive largas temporadas en África, en concreto en Malí. Allí aprendió a pintar entre termitas y escorpiones antes de que el calor seque la pintura y el viento arrastre las telas. En lo alto del acantilado de Bandiagara, Barceló representa junto al coreógrafo Josef Nadj la performance Paso Doble y nos descubre por primera vez los secretos de su taller africano. La llegada del equipo de la película revolucionará la aldea de Gogolí (Malí) y despertará la curiosidad de sus habitantes.